# Ermes (riso)
Il riso Ermes è una  cultivar italiana di riso. È un riso rosso integrale.
Ottenuto in Italia dall'incrocio tra il riso Venere (a granello medio e pericarpo nero) e un riso di tipo indica (a granello lungo e stretto e pericarpo bianco)..

## Descrizione
Il riso Ermes ha un granello allungato dall'aroma delicato e di colore rosso (rosso-vivace alla raccolta, rosso-mattone dopo la stagionatura), conferito dalla presenza di antociani contenuti nella parte esterna del granello sbramato. Si coltiva principalmente nelle province di Vercelli e Pavia.